# La Prairie (Sisley)
Pour les articles homonymes, voir La Prairie (homonymie).
La Prairie est un tableau d'Alfred Sisley de 1875. Il se trouve actuellement à la National Gallery of Art de Washington, DC dans la section 88 (Paysages impressionnistes français).

## Description
Le lieu figuré sur la toile se trouve à proximité de Louveciennes.
Il est décrit dans le catalogue de la collection du comte Armand Doria : « La prairie, où les herbes grandissent, est émaillée de fleurs, pâquerettes, coquelicots, bleuets. Deux fillettes, en tablier bleu et en chapeau de paille à rubans rouge et bleu, y font leur cueillette. A droite, une clôture de bois, derrière laquelle quelques bouquets d'arbres dressent leur frondaison blonde. Et plus loin, la campagne jusqu'à l'horizon, dont les cultures grimpent au flanc des collines, sous un ciel bleu, ourlé de nuages blancs. »

## Analyse
Sisley et Renoir peignent la même vue à Louveciennes
.

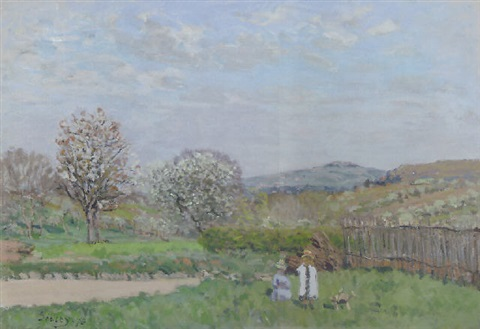
Enfants jouant dans la Prairie, 1875 par Alfred Sisley
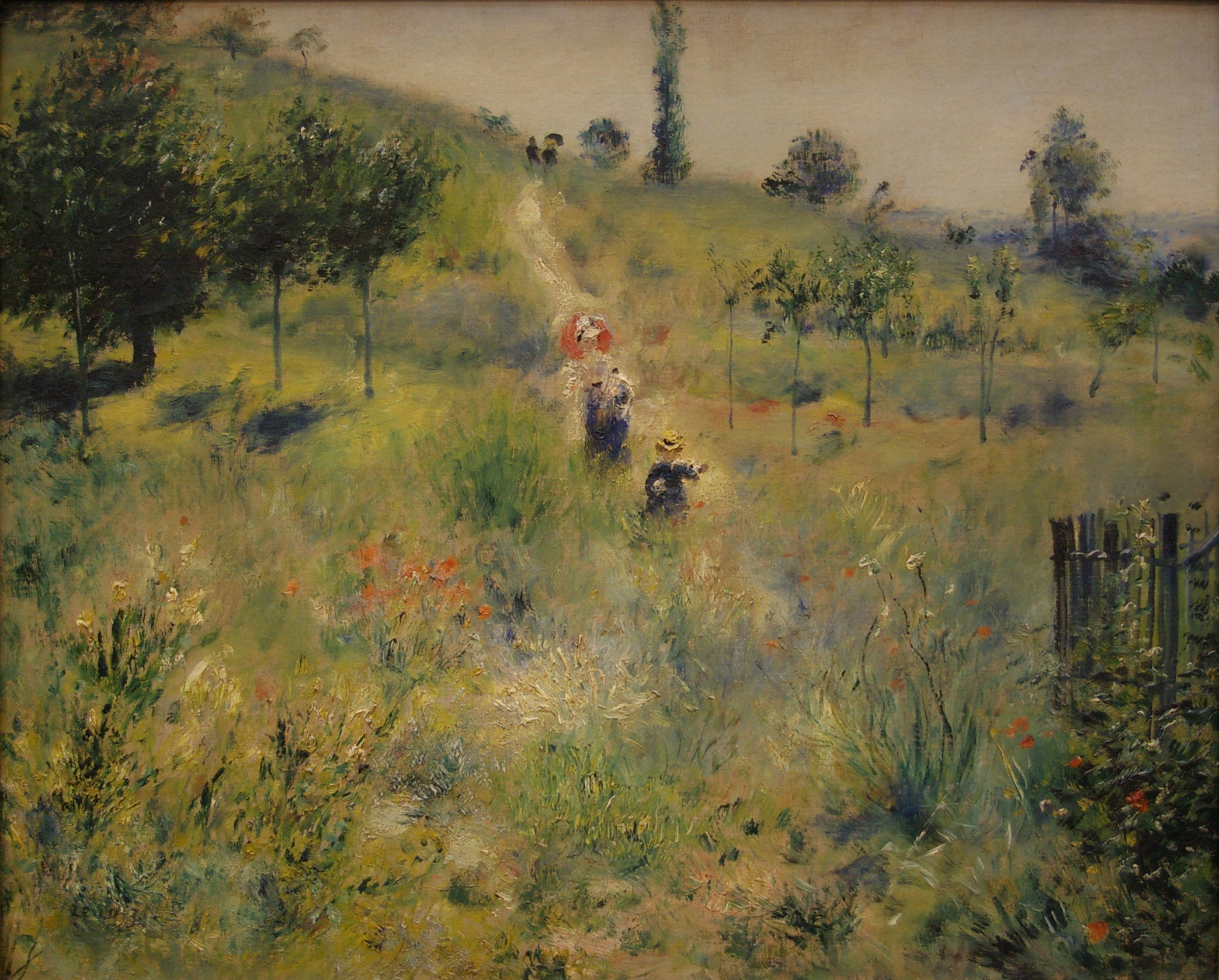
Chemin montant dans les hautes herbes, 1875 par Renoir, musée d'Orsay

## Provenance
- Collection du comte Armand Doria 1877[2].
- 1899, vente Armand Doria, Paris, Galerie Galerie Georges Petit 4 et 5 mai 1899, n°224
- acheté par Durand-Ruel, New York et Paris.
- vendu en 1900 à (Bernheim-Jeune, Paris). Jules Strauss (1861-1943), Paris;
- Vente Strauss, Hôtel Drouot, Paris, 3 mai 1902, n° 60
- acheté par Joubert, peut-être pour les Galeries Georges Petit, Paris
- Sénateur Antonio Santamarina (gl), Buenos Aires, en 1933;
- vendu en 1957 à la galerie Wildenstein & Co, New York;
- vendu le 4 octobre 1957 à Ailsa Mellon Bruce (en), New York;
- legs 1970 à la National Gallery of Art.